# Brachymeles bicolandia
Brachymeles bicolandia — вид сцинкоподібних ящірок родини сцинкових (Scincidae). Ендемік Філіппін.

## Поширення і екологія
Brachymeles bicolandia мешкають в північних і центральних районах півострова Бікол на південному заході острова Лусон. Вони живуть на сільськогосподарських угіддях та в інших порушених середовищах, зокрема у вторинних тропічних лісах. Зустрічаються на висоті до 300 м над рівнем моря.